# Ornithological Society of the Middle East
Die Ornithological Society of the Middle East (OSME) ging im April 1978 aus der Ornithological Society of Turkey (gegründet 1968) hervor und wurde im Jahr 2001 um den Kaukasus und Zentralasien erweitert. Sie ist eine Organisation, die seit August 1981 im Vereinigten Königreich als gemeinnützig (Charity number: 282938) registriert ist. Ihr Sitz befindet sich in Sandy, Bedfordshire.

## Ziele
Ihre Ziele umfassen das Sammeln, Zusammenstellen und Veröffentlichen von ornithologischen Daten über Vögel des Nahen Ostens, des Kaukasus und Zentralasiens, die Förderung des Interesses an und den Schutz von Vögeln im Nahen Osten, im Kaukasus und in Zentralasien, die Unterstützung von Umwelt- und Naturschutzorganisationen und naturkundlichen Gesellschaften, die sich mit ornithologischen Studien und Aktivitäten im Nahen Osten, im Kaukasus und in Zentralasien beschäftigen.

## OSME-Region
Die OSME-Region befindet sich zwischen Europa, China und dem Horn von Afrika an zwei wichtigen Vogelzugrouten, die die Steppen Zentralasiens, die Berge des Kaukasus, die Wüsten Arabiens und die tropischen Meere des Indischen Ozeans durchqueren. Über 1000 Vogelarten kommen in dieser Region vor, darunter befinden sich bedeutende Populationen von über 90 Arten, die weltweit unter Naturschutz stehen. Die Mitglieder der OSME haben an Erhebungen von über einer Million wandernden Greifvögeln, die sich auf wenige Standorte konzentrieren und von über drei Millionen überwinternden Wasservögeln teilgenommen. 
Die Gebiete, in denen die OSME aktiv ist, sind Bahrain, Zypern, Dschibuti, Ägypten, Iran, Irak, Israel, Kuwait, Libanon, Oman, Palästina, Katar, Saudi-Arabien, Türkei, Vereinigte Arabische Emirate, Jemen und Sokotra, Aserbaidschan, Kirgisistan, Usbekistan, Syrien, Südwest-Russland und Jordanien.

## Sandgrouse
Seit 1980 wird die Zeitschrift Sandgrouse veröffentlicht, die nach den Flughühnern, charakteristischen Vögeln der Halbwüsten Arabiens, benannt wurde. Sie wird zweimal im Jahr herausgegeben. Der Herausgeber der ersten zehn Ausgaben war Donald Parr, für die Nummern 11 bis 14 war Duncan J. Brooks verantwortlich, für die Ausgaben 18 bis 25 Guy M. Kirwan und für die Nummer 26 Kirwan und Mike Blair gemeinsam. Blair gab die Ausgaben bis zum Frühjahr 2008 (Nummer 30(1)) heraus und seit Herbst 2008 ist Peter J. Cowan von der Universität Nizwa im Oman der Herausgeber.
Zuvor gab es ab September 1968 den Bulletin of the Ornithological Society of Turkey, der 1978 in Bulletin of the Ornithological Society of the Middle East umbenannt und 1996 mit der Zeitschrift Sandgrouse verschmolzen wurde.